# Debbie Watson
Debbie Watson (* 17. Januar 1949 in Culver City, Los Angeles County, Kalifornien) ist eine US-amerikanische Schauspielerin. 
Sie begann ihre Karriere mit 15 Jahren als Karen Scott in der Sitcom-Fernsehserie Karen, von der etwa 30 Folgen entstanden. Ab 1965 spielte sie Tammy Tarleton in der nach einer Romanvorlage gedrehten 26-teiligen Serie Tammy, die in Deutschland unter dem Titel Tammy, das Mädchen vom Hausboot lief. 1966 ersetzte Watson Pat Priest als Marilyn in Gespensterparty, einem Spielfilm basierend auf der Fernsehserie The Munsters.
Im Alter von 16 Jahren heiratete sie den Plattenproduzenten Richard Orshoff und 1967 kam ihr Sohn Darren zur Welt. In zweiter Ehe ist sie mit dem pensionierten Bundesrichter Ronald Taylor verheiratet. Mit ihm hat sie einen Sohn, der Dylan heißt.
1967 spielte sie neben Roddy McDowall in The Cool Ones die Hauptrolle. Im gleichen Jahr erschien auch Tammy and the Millionaire, ein Zusammenschnitt von vier Tammy-Episoden.
1967 und 1969 hatte Debbie Watson zwei Auftritte in der Serie Die Leute von der Shiloh Ranch sowie 1970 und 1971 ebenfalls zwei in der Serie Love, American Style. Danach zog sie sich aus dem Filmgeschäft zurück.

## Filmografie
- 1964–1965: Karen (Fernsehserie, 27 Folgen)
- 1965–1966: Tammy, das Mädchen vom Hausboot (Tammy, Fernsehserie, 26 Folgen)
- 1966: Gespenster-Party (Munster, Go Home!)
- 1967: Immer wenn er Pillen nahm (Mr. Terrific, Fernsehserie, eine Folge)
- 1967: The Cool Ones
- 1967: Tammy and the Millionaire
- 1967, 1969: Die Leute von der Shiloh Ranch (The Virginian, Fernsehserie, zwei Folgen)
- 1970–1971: Love, American Style (Fernsehserie, zwei Folgen)